# Pedaliodes uncus
Pedaliodes uncus är en fjärilsart som beskrevs av Otto Thieme 1905. Pedaliodes uncus ingår i släktet Pedaliodes och familjen praktfjärilar. Inga underarter finns listade i Catalogue of Life.